# Savio Nsereko
Savio Magala Nsereko (Kampala, 27 luglio 1989) è un calciatore e allenatore di calcio ugandese naturalizzato tedesco, centrocampista o attaccante del Sendling Monaco.

## Caratteristiche tecniche
Giocatore molto rapido e dotato tecnicamente, abile nel dribbling.
Può essere impiegato come esterno offensivo oppure come seconda punta.

## Carriera

### Club

#### Monaco 1860 e Brescia
Nato a Kampala, capitale dell'Uganda, si trasferisce giovanissimo in Germania, a Monaco di Baviera. Qui viene preso nelle giovanili del Monaco 1860. A 15 anni viene convocato dai bavaresi in 2. Fußball-Bundesliga, la serie inferiore alla Bundesliga tedesca. In Baviera resterà soltanto un anno; nel 2005 infatti viene comprato dal Brescia. In Lombardia Savio viene inserito subito nella primavera, ma poco dopo passa in prima squadra. Così durante la stagione 2006-2007 il giovane ugandese esordisce in Serie B con la maglia del Brescia, in una partita contro il Crotone.

#### West Ham
Il 27 gennaio 2009 passa ufficialmente al West Ham firmando un contratto quadriennale, vestendo la maglia numero 10. Esordisce in Premier League il 28 gennaio 2009 nella vittoria interna contro l'Hull City; alla fine della stagione colleziona 11 presenze di cui una in FA Cup.

#### Il ritorno in Italia: Fiorentina, i vari prestiti e le sparizioni
Il 31 agosto 2009 viene acquistato a titolo definitivo dalla Fiorentina nell'ambito dello scambio con Manuel da Costa. Il West Ham, oltre ad un conguaglio di 3 milioni di euro, avrà diritto al 50% dell'incasso in caso di una futura cessione da parte della Fiorentina. Poiché nella prima parte della stagione non riesce a trovar spazio in squadra venendo convocato una sola volta alternandosi con la Primavera, il 18 gennaio 2010 viene ceduto al Bologna con la formula del prestito con diritto di riscatto della metà a fine stagione. In occasione della partita Bologna-Juventus del 21 febbraio 2010 il giocatore esordisce in serie A.
Il 23 giugno 2010 il Monaco 1860 acquisisce il prestito del giocatore dalla Fiorentina.
Il 14 ottobre 2010 la società sportiva tedesca, con la quale stava giocando, ne denuncia la sparizione. Il giorno dopo viene ritrovato a casa della sorella. Il 24 ottobre successivo il Monaco 1860 ha annunciato attraverso il suo sito ufficiale la rescissione senza preavviso del contratto di prestito che legava il club tedesco a Savio Nsereko. A detta della dirigenza della società bavarese infatti, il giocatore non aveva fornito motivazioni plausibili per la propria sparizione.
Il 20 gennaio 2011 viene ceduto in prestito al Černomorec, squadra della massima serie bulgara.
L'8 luglio 2011 la Fiorentina comunica di aver ceduto in prestito il giocatore alla Juve Stabia. Il 7 settembre si rende nuovamente protagonista di una sparizione, già la seconda in meno di un anno. Successivamente il commissariato scopre che è fuggito a Londra. Il 28 settembre torna a Castellammare di Stabia accompagnato dalla madre e dal procuratore, presentando un certificato medico che coprirebbe l'intero periodo della sua assenza. Successivamente chiede un permesso per essere curato in una clinica specializzata in Germania per risolvere i suoi problemi.
Il 24 gennaio 2012 viene ceduto in prestito al Vaslui fino al 31 dicembre 2012. Nell'agosto 2012 viene girato in prestito questa volta all'Unterhaching, squadra di terza divisione tedesca, dove gioca 5 partite di cui tre con la seconda squadra nel campionato regionale bavarese. Il 28 ottobre 2012 viene arrestato a Pattaya, in Thailandia, per aver inscenato un finto sequestro in modo da ricevere dalla sua famiglia 25000 €, soldi che gli sarebbero serviti per pagare delle prostitute. Dopo essere stato arrestato, viene rimpatriato in Germania per essere processato.

#### La carriera da svincolato tra Israele, Kazakistan, Bulgaria, Lituania e Germania
Il 16 gennaio 2013 viene ceduto definitivamente al Viktoria Colonia, squadra che milita nel campionato regionale dell'Ovest, quarta divisione del calcio tedesco. Il 9 maggio gli viene rescisso il contratto per aver rubato l'orologio a un suo compagno di squadra. In precedenza, nella gara contro il SF Lotte, era stato espulso e aveva rimediato quattro giornate di squalifica.
Svincolato, il 13 luglio 2013 viene ingaggiato dagli israeliani dell'Hapoel Akko, militanti in Ligat ha'Al, senza entrare mai in campo. Il 28 dicembre 2013 si trasferisce in Kazakistan all'Atıraw Fwtbol Klwbı, dove all'esordio trova il suo primo gol in una massima serie nazionale. Dopo dieci presenze e una rete conclude, senza rinnovo, l'esperienza kazaka.
Dopo alcuni mesi di inattività, il 1º marzo 2015 sottoscrive un nuovo contratto e torna a giocare in A-PFG con la maglia del PFK Beroe Stara Zagora per la seconda parte della stagione collezionando 11 presenze, di cui 10 nella poule scudetto. A fine stagione non viene confermato in rosa e rimane senza squadra. Il 15 marzo 2016, ancora una volta svincolato, firma con la squadra lituana del Lietava Jonava, neopromossa nella SMSCredit.lt A Lyga per la prima volta nella propria storia. In estate è di nuovo svincolato.
Dopo un anno di inattività, il 1º luglio 2017 viene ingaggiato dai semiprofessionisti del Pipinsried, nella quarta serie tedesca, ma il contratto viene risolto il 21 luglio successivo, a quattro giorni dall'inizio della stagione. Nel 2018 viene ingaggiato dal Vereja, squadra militante nella quarta serie bulgara dopo 3 presenze rimane ancora svincolato. Dopo l'ennesima esperienza bulgara nel Febbraio del 2019 torna in Germania, a Monaco di Baviera per giocare nei campionati dilettantistici tedeschi.

### Nazionale
È stato convocato da Horst Hrubesch, allenatore della Nazionale tedesca Under-19, per gli europei di categoria in Repubblica Ceca dove vince il titolo segnando anche una rete. In precedenza aveva fatto parte dell'Under-16 e conta anche 3 presenze con l'Under-20

## Statistiche

### Presenze e reti nei club
Statistiche aggiornate al 16 marzo 2018.
| Stagione            | Squadra                | Campionato        | Campionato | Campionato | Coppe nazionali | Coppe nazionali | Coppe nazionali | Coppe continentali | Coppe continentali | Coppe continentali | Altre coppe | Altre coppe | Altre coppe | Totale | Totale |
| Stagione            | Squadra                | Comp              | Pres       | Reti       | Comp            | Pres            | Reti            | Comp               | Pres               | Reti               | Comp        | Pres        | Reti        | Pres   | Reti   |
| ------------------- | ---------------------- | ----------------- | ---------- | ---------- | --------------- | --------------- | --------------- | ------------------ | ------------------ | ------------------ | ----------- | ----------- | ----------- | ------ | ------ |
| 2005-2006           | Brescia                | B                 | 1          | 0          | CI              | 0               | 0               | -                  | -                  | -                  | -           | -           | -           | 1      | 0      |
| 2006-2007           | Brescia                | B                 | 0          | 0          | CI              | 0               | 0               | -                  | -                  | -                  | -           | -           | -           | 0      | 0      |
| 2007-2008           | Brescia                | B                 | 5          | 0          | CI              | 0               | 0               | -                  | -                  | -                  | -           | -           | -           | 5      | 0      |
| 2008-gen. 2009      | Brescia                | B                 | 17         | 3          | CI              | 2               | 0               | -                  | -                  | -                  | -           | -           | -           | 19     | 3      |
| Totale Brescia      | Totale Brescia         | Totale Brescia    | 23         | 3          |                 | 2               | 0               |                    | -                  | -                  |             | -           | -           | 25     | 3      |
| gen.-giu. 2009      | West Ham               | PL                | 10         | 0          | FACup+CdL       | 1+0             | 0               | -                  | -                  | -                  | -           | -           | -           | 11     | 0      |
| 2009-gen. 2010      | Fiorentina             | A                 | 0          | 0          | CI              | 0               | 0               | UCL                | 0                  | 0                  | -           | -           | -           | 0      | 0      |
| gen.-giu. 2010      | Bologna                | A                 | 2          | 0          | CI              | -               | -               | -                  | -                  | -                  | -           | -           | -           | 2      | 0      |
| lug.-ott. 2010      | Monaco 1860            | ZL                | 2          | 0          | CG              | 1               | 0               | -                  | -                  | -                  | -           | -           | -           | 3      | 0      |
| ott. 2010-gen. 2011 | Fiorentina             | A                 | -          | -          | CI              | -               | -               | -                  | -                  | -                  | -           | -           | -           | -      | -      |
| Totale Fiorentina   | Totale Fiorentina      | Totale Fiorentina | 0          | 0          |                 | 0               | 0               |                    | 0                  | 0                  |             | -           | -           | 0      | 0      |
| gen.-giu. 2011      | Černomorec             | A-PFG             | 11         | 0          | CB              | 1               | 0               | -                  | -                  | -                  | -           | -           | -           | 12     | 0      |
| 2011-gen. 2012      | Juve Stabia            | B                 | 2          | 0          | CI              | 1               | 0               | -                  | -                  | -                  | -           | -           | -           | 3      | 0      |
| gen.-giu. 2012      | Vaslui                 | Liga I            | 2          | 0          | CR              | 0               | 0               | UCL+UEL            | -+0                | 0                  | -           | -           | -           | 2      | 0      |
| 2012-gen. 2013      | Unterhaching II        | RL                | 3          | 2          | -               | -               | -               | -                  | -                  | -                  | -           | -           | -           | 3      | 2      |
| 2012-gen. 2013      | Unterhaching           | DL                | 2          | 0          | CG              | 0               | 0               | -                  | -                  | -                  | -           | -           | -           | 2      | 0      |
| gen.-giu. 2013      | Viktoria Colonia       | RL                | 6          | 0          | -               | -               | -               | -                  | -                  | -                  | -           | -           | -           | 6      | 0      |
| ago-dic. 2013       | Hapoel Akko            | Lh                | 0          | 0          | CI              | 0               | 0               | -                  | -                  | -                  | -           | -           | -           | 0      | 0      |
| gen.-giu. 2014      | Atıraw Fwtbol Klwbı    | PL                | 10         | 1          | CK              | 0               | 0               | -                  | -                  | -                  | -           | -           | -           | 10     | 1      |
| mar.-giu. 2015      | PFK Beroe Stara Zagora | A-PFG             | 11         | 0          | CB              | -               | -               | -                  | -                  | -                  | -           | -           | -           | 11     | 0      |
| mar.-lug. 2016      | Jonava                 | AL                | 13         | 0          | CL              | 0               | 0               | -                  | -                  | -                  | -           | -           | -           | 13     | 0      |
| lug. 2017           | Pipinsried             | RL                | -          | -          | -               | -               | -               | -                  | -                  | -                  | -           | -           | -           | -      | -      |
| feb.-giu. 2018      | Vereya                 | PL                | 3          | 0          | CB              | -               | -               | -                  | -                  | -                  | -           | -           | -           | 3      | 0      |
| Totale carriera     | Totale carriera        | Totale carriera   | 100        | 6          |                 | 6               | 0               |                    | 0                  | 0                  |             | -           | -           | 106    | 6      |

## Palmarès

### Nazionale
- Campionato d'Europa Under-19: 1

2008

### Individuale
- Miglior calciatore Europeo Under-19:1

2008
- All-Star Team Europeo Under-19: 1

2008